# Боденське озеро
Бо́денське о́зеро (нім. Bodensee) — найбільше та одне з найглибших озер в Альпах, на межі Німеччини, Швейцарії та Австрії; 538 км², глибина до 252 м; через Боденське озеро протікає річка Рейн. Багате на цінні види риб (лосось, форель, минь). Судноплавне. На узбережжі — низка курортів.
На честь озера названо астероїд 22322 Бодензеє

## Судноплавство

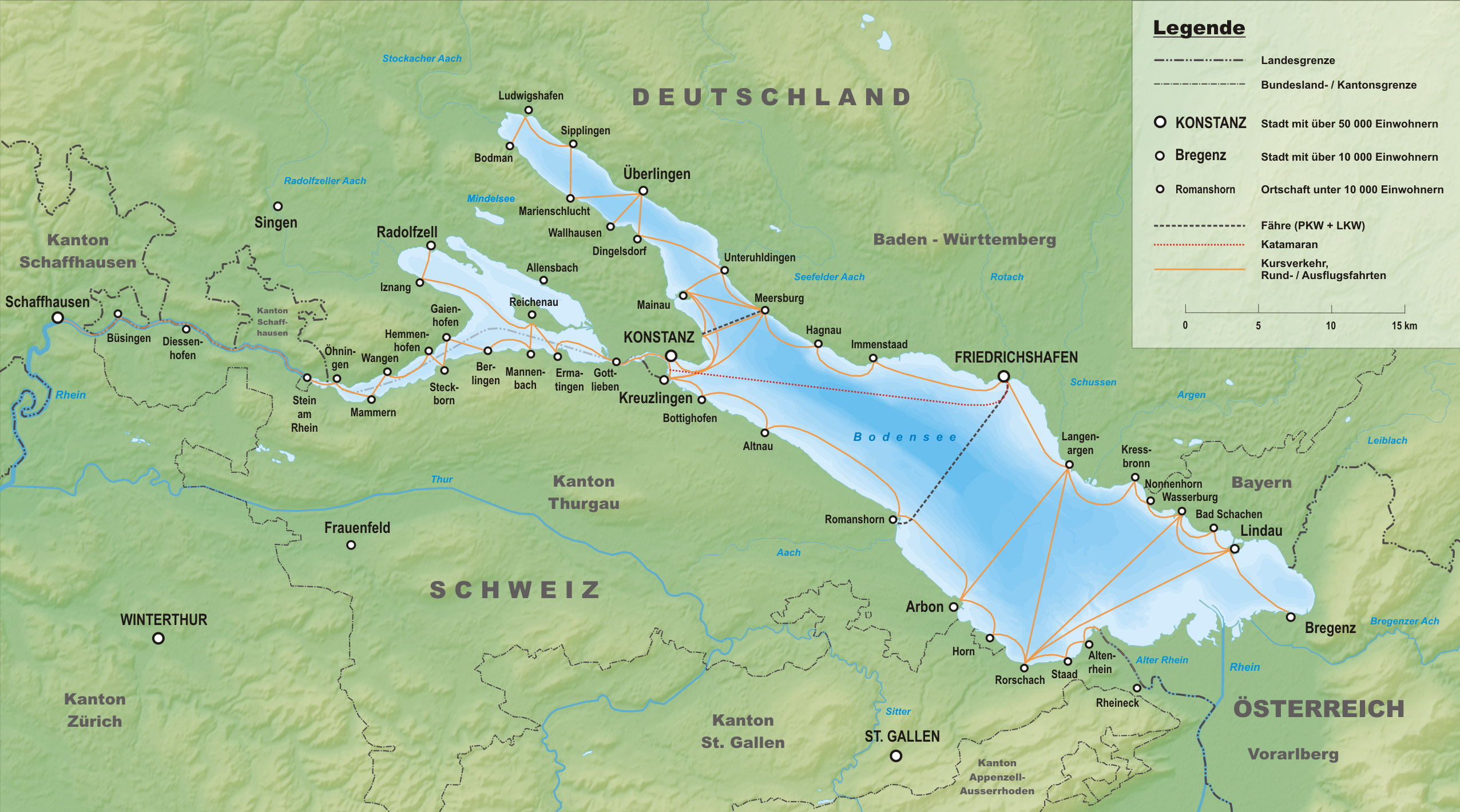
Схема транспортних маршрутів озера

Пасажирські перевезення по Боденському озеру здійснюють кілька пароплавств (німецькі, австрійські та швейцарські). Всі разом вони відомі як «Білий флот Боденського озера» (нім. Weiße Flotte des Bodensees). Найстаріше пасажирське судно Боденського озера — колісний пароплав «SD Hohentwiel», збудований ще 1913 року.

## Цікаві знахідки
Археологи виявили на дні Боденського озера «підводний Стоунхендж» — рукотворний неолітичний пам'ятник, створений 5500 років тому. Неолітична споруда знаходиться на глибині близько 4,5 метра і складається зі 170 каменів, що складені в піраміди шириною близько 2,5 метра. Вони розташовані на рівній відстані один від одного і розташовані уздовж швейцарської берегової лінії. ЗМІ охрестили знахідку «швейцарським Стоунхенджем».